# Nilo Cruz

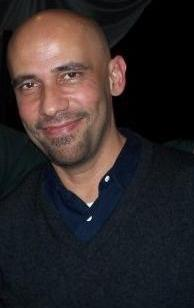
Nilo Cruz (2007)

Nilo Cruz (* 10. Oktober 1960 in Matanzas, Kuba) ist ein kubanisch-US-amerikanischer Dramatiker, der sowohl der am meisten gespielte kubanisch-amerikanische Stückeschreiber in den USA ist als auch für sein Theaterstück Anna in the Tropics 2003 als erster US-amerikanischer Dramatiker hispanoamerikanischer Abstammung den Pulitzer-Preis für Theater erhielt.

## Leben
Cruz floh mit seinen Eltern 1970 von Kuba in die USA und ließ sich in Little Havana nieder, dem von kubanischen Einwanderern dominierten Stadtteil von Miami. Nach dem Schulbesuch studierte er zunächst Schauspiel am Miami-Dade Community College und später in New York City bei der ebenfalls aus Kuba stammenden María Irene Fornés. Auf deren Vermittlung hin absolvierte er ein Studium im Fach Schöne Künste an der Brown University bei Paula Vogel und schloss dieses Studium 1994 mit einem Master of Fine Arts (M.F.A.) ab.
Er verfasste mit Night Train To Bolina 1994 sein Debüt-Theaterstück und schrieb in den folgenden Jahren zahlreiche weitere Stücke, die ihn zum am meisten gespielten kubanisch-amerikanischen Dramatiker der USA werden ließen. In seinen Dramen führt er immer wieder in seine kubanische Heimat zurück, auch wenn die Handlung nicht dort spielt. 2001 wurde er Dramaturg am Theater von Coral Gables.
Seinen bisher größten Erfolg hatte er mit Anna in the Tropics, für das ihm 2003 als ersten Hispanic der Pulitzer-Preis für Theater verliehen wurde.
Neben seiner Tätigkeit als Dramatiker war Cruz zeitweise auch als Dozent an der Brown University, der University of Iowa sowie der Yale University tätig.

## Dramen
- 1994: Night Train To Bolina
- 1995: A Park In Our House
- 1996: Dancing on her Knees
- 1998: Two Sisters And A Piano
- 1999: A Bicycle Country
- 2001: Ay, Carmela!
- 2001: Hortensia And The Museum Of Dreams
- 2002: Anna in the Tropics
- 2002: A Very Old Man With Enormous Wings
- 2003: Lorca in a Green Dress
- 2003: Ybor City
- 2004: Beauty of the Father
- 2008: Capriccio
- 2009: Dona Rosita the Spinster
- 2009: Life Is A Dream